# تیم هارفورد
تیم هارفورد (انگلیسی: Tim Harford؛ زادهٔ ۲۷ سپتامبر ۱۹۷۳) اقتصاددان، روزنامه‌نگار، نویسنده، و مجری تلویزیون اهل بریتانیا است. وی چهار کتاب در مورد اقتصاد نوشته است که معروفترین آن اقتصاددان مخفی است. وی همچنین مجری برنامه کم و بیش‌ در رادیو بی‌بی‌سی ۴ است.
وی همچنین دارنده نشان امپراتوری بریتانیا است.